# Heinrich Burger
Heinrich Bürger (o Heinrich Burger) ( * Hamelín, 29 de febrero de 1804, o 7 de noviembre de 1804, o 20 de enero de 1806, - Indramayu (Java) 25 de marzo de 1858) fue un médico, japonólogo, biólogo y botánico alemán de nacimiento, empleado por el gobierno neerlandés, y un emprendedor. Fue un importante científico en el estudio de la fauna y flora de Japón.

## Entorno
Su fecha exacta de nacimiento se desconoce. El propio Bürger decía que era el 29 de febrero de 1804. Muchas fuentes de archivo dan el año 1806; pareciera que Heinrich movió su fecha dos años más para aparentar mayor. Bürger era judío; su padre fue mercader y “Schutzjude” en Hamlin, quebró en 1817 , y fallece en 1821.

## Educación
Entre 1821 a 1822 Heinrich estudió matemática y astronomía en la universidad de Göttingen. Aunque usó el título de doctor, no existen pruebas de que hubiera recibido tal promoción académica. En 1824 Bürger viaja a Batavia (Antillas Neerlandesas), hoy Yakarta, donde visita la Escuela para Boticarios. El 14 de enero de 1825, gana el grado de boticario de tercera clase.

## Dejima

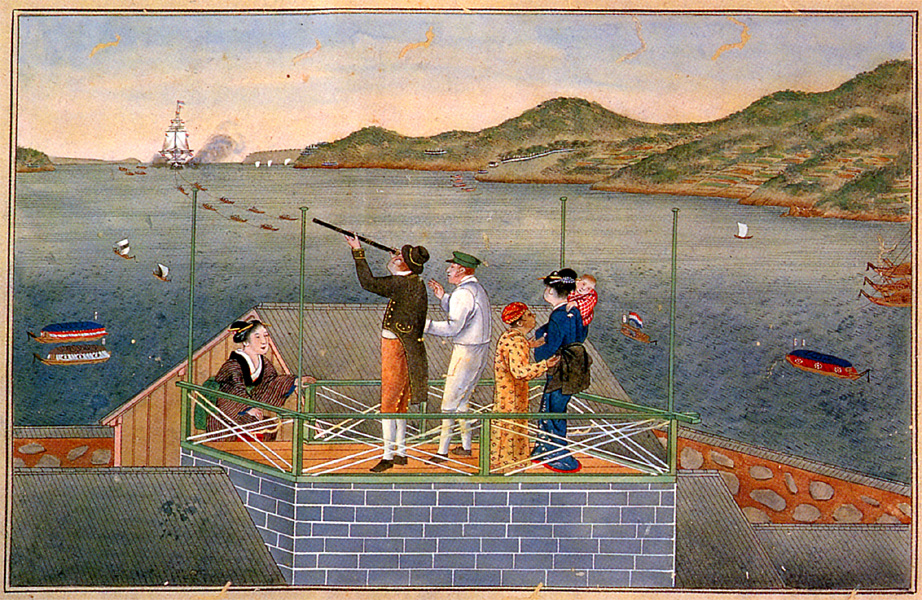
Pintura que muestra a Philipp Franz von Siebold con un telescopio (teresukoppu), personal holandés y la esposa japonesa de Siebold, Kusumoto Otaki, con su hija pequeña, Kusumoto Ine, observando la llegada de un velero holandés a Dejima. El barco es remolcado por varios botes de remos con cuerdas.

El 14 de junio de 1825 Heinrich Bürger es designado por el gobierno neerlandés asistente de Philipp F. von Siebold en la isla de Dejima (Nagasaki, Japón) para "investigaciones naturales" en Japón. Parte a Japón el 1 de julio.
En Dejima, Bürger realiza estudios de química y de biología, y enseña en japonés. También fue jefe de farmacia y asiste a las visitas policlínicas de Siebold a pacientes fuera de Dejima. En 1828, Bürger es designado como sucesor de Von Siebold en la obra química, historia natural, y biológica. En los siguientes años recolecta grandes cantidades de flora y fauna, entre ellos 650 peces. Mucho de ese material se usó en posteriores publicaciones: Fauna Japonica por Temminck y Schlegel.
Los especímenes enviados por Bürger arribaron a los jardines botánicos de Universidades como Leiden, Groningen, Múnich, París, Londres, Florencia y St. Louis. El Museo de Historia Natural de Leiden posee una gran colección de Burger.

## Honores
A pesar de que Bürger es mencionado en el IPNI, no describió nuevas especies. Pero él fue honrado por los que trabajaron en sus colecciones; que llamaron a muchas de las nuevas especies en su honor. Los animales y plantas descriptos en su honor pueden frecuentemente reconocerse por el epíteto “buergerianum” (once especies, como:
- (Aceraceae) Acer buergerianum Miq.[1]
- (Eriocaulaceae) Eriocaulon buergerianum Körn.[2]
- (Polypodiaceae) Lepidomicrosorium buergerianum (Miq.) Ching & K.H.Shing[3]

Y “burgeri”; 44 especies, como:
- (Aizoaceae) Trichodiadema burgeri L.Bolus[4]
- (Anthericaceae) Anthericum burgeri Cufod.[5]
- (Araceae) Anthurium burgeri Croat & R.A.Baker[6]
- (Asclepiadaceae) Ceropegia burgeri M.G.Gilbert[7]
- (Asteraceae) Ageratina burgeri R.M.King & H.Rob.[8]
- (Bromeliaceae) Werauhia burgeri (L.B.Sm.) J.R.Grant[9]
- (Ericaceae) Azalea burgeri Miq.[10]
- (Euphorbiaceae) Euphorbia burgeri M.G.Gilbert[11]
- (Lauraceae) Caryodaphnopsis burgeri N.Zamora & Poveda[12]
- (Loranthaceae) Struthanthus burgeri Kuijt[13]
- (Myrsinaceae) Ardisia burgeri Lundell[14]
- (Orchidaceae) Pelexia burgeri Schltr.[15]
- (Rubiaceae) Psychotria burgeri C.M.Taylor[16]
- (Simaroubaceae) Kirkia burgeri Stannard subsp. somalensis Stannard[17]
- (Viscaceae) Phoradendron burgeri Kuijt[18]

## Padang
En 1832 o 1833, Bürger es 'agregado' al "Comité de investigaciones naturales en India Oriental". Entonces visitó Sumatra entre junio y diciembre de 1833. En ese periodo planea una ruta de los bajos de Padang, Indonesia hacia el interior; atravesando el valle Anai, que hoy es una atracción turística debido a su natural belleza. La realización de ese camino le permitió acceder a la Orden del León de los Países Bajos. En 1833, Bürger se casa con Anna Cornelia van Daalen en Padang. En 1834 vuelve a Dejima, aunque se instalará con su esposa en Batavia.

## Emprendedor
El 1 de julio de 1835 Bürger es relevado de sus obligaciones en Japón. Entre 1840 a 1842 viaja extensamente con su familia a través del oeste de Europa. Vuelto de Java, es pensionado en 1842 como miembro del Comité Natural, y el 30 de junio de 1843 es honorablemente premiado por sus servicios públicos. Heinrich luego se va por negocios, a.o. la producción de arroz y de aceite en Bangka: la Nederlandsch-Indische Zee-Assurantie Maatschappij (seguros marinos), de Maatschappij tot Bevordering van Mijnontginningen en Nederlandsch-Indië (Sociedad para el avance y desarrollo de minas en las Indias Neerlandesas), que operó en Borneo, y sería codueño de fábricas de azúcar en Magettan (Madiun, Java). Bürger también fue un prominente miembro del Club social "De Harmonie" en Batavia, entre 1850-1853.
- La abreviatura «Bürger» se emplea para indicar a Heinrich Burger como autoridad en la descripción y clasificación científica de los vegetales.[19]